# Btooom!
Btooom! (яп. ブトゥーム! Буту:му!) — манга Дзюнъи Иноуэ, изначально издаваемая в журнале «Weekly Comic Bunch», а затем в «Monthly Comic @Bunch». Аниме-адаптация от студии Madhouse транслировалась с 4 октября по 20 декабря 2012 года на канале Tokyo MX.

## Сюжет
Рёта Сакамото — 22-летний безработный, живущий со своей матерью. В реальном мире он не видит ничего особенного. У него нет ни друзей, ни интересов. Однако в интернете он один из лучших в мире игроков в онлайн игре под названием «Btooom!», целью которой является командное сражение 4x4. Главным и единственным оружием в игре являются гранаты (бимы), которых у игроков по 8 штук. Бывают различных видов и типов.
Однажды Рёта проснулся на тропическом острове, не помня, как оказался здесь. Осматривая остров, он услышал чей-то крик о помощи. Но незнакомец внезапно атаковал его, бросая в него гранаты. Рёта понял, что его жизнь в опасности, и он каким-то образом попал в реальную версию своей любимой игры. Теперь ему нужно постараться выжить как можно дольше, чтобы выяснить, как и почему он оказался на острове.

## Манга
Первая публикация манги появилась 19 июня 2009 году в 29 выпуске еженедельного журнала Weekly Comic Bunch. Появившись последний раз в 39 выпуске этого журнала, мангу перенесли в ежемесячный журнал Monthly Comic Bunch, в котором она выходит по сей день. Стиль обложки манги в виде обложки игры от Xbox 360 был выбран автором в благодарность к компании Microsoft за игру Deathsmiles II вышедшую в Японии в 2010 году. В концовке 3 тома 22 главы манги автор пишет: 
Я был в долгу перед Microsoft... Эта игра вдохновила меня и направила на правильный путь.
Помимо Японии манга официально издаётся в США компанией Yen Press, в Германии компанией Tokyopop, Франции издательством Glénat, в Китае издательством Tongli и в Испании издательством Ivrea. В России и странах постсоветского пространства перевод манги осуществляются любителями, в цифровом виде, из отсканированных листов манги.
Финальный 26-й том в двух версиях (Light и Dark) официально вышли 7 августа 2018 года.

## Персонажи

### Протагонисты
- Рёта Сакамото (яп. 坂本 竜太 Сакамото Рё:та)

Рёта — главный мужской персонаж. Элитный игрок в «Btooom!» в ранге «4 звезды». Часто грубит своей матери, когда она пытается заставить его найти работу. После попадания на остров начинает испытывать чувства к Химико, пообещав оставаться рядом с ней и вернуть её домой. Благодаря своему опыту Рёта может легко адаптироваться к смертельной игре. Его способность к импровизации и быстрое мышление помогло Сакамото выжить во многих встречах, которые для других игроков оказались смертельными. Его способности позволяют также удивлять своих оппонентов, когда те думают, что они уже добились победы.
На острове Рёта показал невидимую сторону себя. Сначала был смущен из-за того, что происходит, но быстро приспособился к выживанию в игре, при этом его можно описать как храброго человека, который может прийти на помощь в трудное время. Он отказывается убивать больше, чем это необходимо в плане самообороны. Погибает в альтернативной концовке.
Сэйю: Каната Хонго
- Химико (яп. ヒミコ) / Хэмилия (яп. ヘミリア Хэмирия)

Химико является главным женским персонажем. Старшеклассница, также играющая в «Btooom!». В игре она была женой Рёты, но после первой встречи на острове они не сразу это поняли. Проявляет чувства к Рёте и сотрудничает с ним в «Btooom!». Её настоящее имя — Хэмилия Микогами. Обычная молодая высокая школьница, имеет ярко-голубые глаза и длинные светлые волнистые волосы (её чёлка разделяется справа, обнажая часть лба), за что её ошибочно принимают за иностранку. В связи с событиями испытания на острове, девушка покрыта мелкими ушибами и порезами. Химико всегда носит с собой электрошокер, потому что боится мужских прикосновений. Йосиока и Мицуо ранее оба пытались изнасиловать её, что в конечном итоге привело к её боязни мужчин. Она решила, что каждый мужчина на острове является её врагом, потому Химико всегда пытается покончить с собой, если битва для неё проиграна. Тем не менее, позднее она несколько изменила свои взгляды и поняла, что Сакамото — единственный на острове, кому она могла бы доверять. В конце нам раскрывают ее настоящие имя Эмилия Микогами. Выживает в альтернативной концовке и становится победителем вместе с Косукэ и Уэсуги.
Сэйю: Судзуко Мимори
- Киёси Тайра (яп. 平 清 Тайра Киёси)

Один из игроков Btooom! среднего возраста и страдает избыточным весом, говорит на кансайском диалекте. Ранее был агентом по недвижимости, прежде чем принял участие в игре. Носит рубашку, серые брюки и черные туфли. Тайра считал, что его номинировали после того, как тот поспорил с клиентом. Был партнером с Рёто, а затем и с Химико. Позже он их предал из-за психологической нестабильности, которая в итоге привела его к самоубийству от собственного BIMа.
Сэйю: Тору Окава
- Сики Мурасаки (яп. 村崎 志纪 Мурасаки Сики)

Игрок предыдущего раунда Btooom! полтора года назад и бывший соратник Масахито. Последний изменил ей, чтобы выбраться с острова, после того, как сделал женщину козлом отпущения из-за собственной же медицинской халатности. Сики ранее была выбрана для участия в Btooom! и по иронии судьбы ей пришлось объединить усилия с Масахито, который также попал в ту же беду, что и она. Взрывом женщине оторвало руку с чипом, однако она смогла выжить со своими травмами и жила на острове, пока, опять не встретилась со своим предателем. Хотя позже она не смогла его добить.
Сэйю: Рика Фуками

### Антагонисты
- Косукэ Кира (яп. 吉良 康介 Кира Ко:сукэ)

Косукэ Кира — игрок в «Btooom!» в ранге «3 звезды». Сын Ёсихисы Киры. Был признан виновным в убийстве и изнасиловании 3 девушек в возрасте 14 лет. Из-за того, что он был подвержен насилию со стороны своего отца, в игре у него садисткий характер и он безо всяких угрызений совести убивает других игроков. Трехзвездный игрок Btooom!, молодой мальчик небольшого роста, имеет прямые черные волосы, и красные глаза, ему 14 лет. Ранее убегал из дома несколько раз прибегал к карманным кражам на улицах. Арестован и приговорен к мягкому наказанию благодаря своему адвокату Нацумэ. Дело получило большой общественный резонанс и так парень попал в игру. Выживает в альтернативной концовке и становится победителем вместе с Химико и Уэсуги.
Сэйю: Миюки Савасиро
- Масаси Миямото (яп. 宮本 雅志 Миямото Масаси)

Масаси — игрок Btooom! и ветеран войны. Сначала не активно охотился на людей, но после того, как выяснилось, что убийство является единственным способом выжить, стал одним из самых грозных противников. Его единственная слабость — склонность полагаться только на боевой нож и инстинкт, а не на такие устройства, как BIM и радар. Был убит Рётой.
Сэйю: Такая Курода
- Нобутака Ода (яп. 織田 信隆 Ода Нобутака)

Ода — старый школьный приятель Рёты. Они были лучшими друзьями. В школе он был хорош во всём, будь то спорт или учёба, популярным среди парней и девушек и всегда весёлым. В старшей школе соблазнил девушку, которая нравилась Рёте, после чего Сакамото побил его на школьной крыше. После этого случая Ода ушёл из школы. Погибает в альтернативной концовке.
Сэйю: Юити Накамура
- Масахито Датэ (яп. 伊達 雅仁 Датэ Масахито)

Масахито — врач, который работал в той же больнице, что и Сики Мурасаки. Пойманный на медицинской халатности, был прикрыт Сики, однако Датэ сделал женщину козлом отпущения для того, чтобы дополнительно защитить себя. Позже попал впервые на остров и предал Мурасаки, чтобы выбраться из игры. По иронии судьбы Масахито снова выбрали для участия в Btooom! второй раз. Тяжело ранен Сакамото, но оставлен на попечение Мурасаки. Предложил уточненный план захвата вертолета. Убит в голову программистом игры (манга 12-62, с.55) (при попытке отобрать противогаз у Масахито, во время спасательной операции. В результате противогаз вышел из строя, программист задохнулся (манга 12-63, с.11))
Сэйю: Кэн Нарита
- Хидэми Киносита (яп. 木下 秀美 Киносита Хидэми)

Хидэми — игрок в «Btooom!», напарница Нобутаки. Испытывает чувства к Оде. Была известной моделью, её бойфренду, подающему надежды футболисту, пришлось оставить спорт из-за травмы. Хидэми обещала оставаться с ним на связи, но за год они ни разу не общались, в конце концов он покончил с собой, отчего Хидэми и была номинирована на игру его матерью. Манипулятивная, может использовать женскую хитрость для достижения собственных целей, притвориться робкой или неуверенной и, не колеблясь, пожертвовать кем-нибудь, чтобы выжить. Например, так она поступила с человеком, который сказал ей, что он будет защищать её от комодских драконов. По стилю её борьбы с Химико можно утверждать, что Хиносита знает боевые искусства. Была ранена выстрелом в голову во время попытки угнать вертолет, активировала взрывчатку и была расстреляна пилотом вертолета (манга 12-64, с. 44).
Сэйю: Ёко Хикаса
- Ёсихиса Кира (яп. 吉良 義久 Кира Ёсихиса)

Ёсихиса был одним из игроков в «Btooom!» Отец Косукэ. Был убит своим сыном.
Сэйю — Хисао Эгава
- Мицуо Акэти (яп. 明智 光男 Акэти Мицуо)

Мицуо — толстый игрок в «Btooom!», член первой команды Химико. Оставшись наедине, хотел изнасиловать Химико, но увидев бомбу с таймером, попытался убежать без штанов, к сожалению для него — неудачно.
Сэйю: Ясухиро Мамия
- Ёсиаки Имагава (яп. 今川 義昭 Имагава Ёсиаки)

Ёсиаки был игроком в «Btooom!». Был первым, с кем столкнулся Рёта. Впоследствии убит им.
Сэйю: Тору Нара